# Голодець Ольга Юріївна
Ольга Юріївна Голодець (рос. Ольга Юрьевна Голодец; нар. 1 червня 1962, Москва) — російський політик, економіст.
Заступник голови Уряду Російської Федерації з питань соціальної політики (з 21 травня 2012 до 15 січня 2020 року).

## Біографія
У 1984 році закінчила економічний факультет Московського державного університету. Кандидат економічних наук.
З 1984 по 1997 рік займалася науковою діяльністю у Центральній науково-дослідній лабораторії трудових ресурсів НДІ праці, Інституті проблем зайнятості РАН.
З 1997 по 1999 рік — директор соціальних програм Фонду «Реформуголь».
З 1999 по 2001 рік і з 2002 по 2008 рік — начальник управління соціальної політики та персоналу, заступник генерального директора з персоналу та соціальної політики ВАТ «ГМК "Норильський нікель"».
У 2001 році — заступник губернатора Таймирського (Долгано-Ненецького) автономного округу з соціальних питань.
З 2008 по 2010 рік — президент Загальноросійського міжгалузевого об'єднання роботодавців-виробників нікелю і дорогоцінних металів, голова ради директорів страхової компанії «Згода».
З 2010 по 2012 рік — заступник мера Москви в уряді Москви з питань освіти і охорони здоров'я.
21 травня 2012 року Указом Президента Російської Федерації призначена Заступником Голови Уряду Російської Федерації.
18 травня 2018 року знову призначена Заступником Голови Уряду Російської Федерації.
Не увійшла до складу Уряду Мішустіна в 2020 році.

## Санкції
Ольга Голодець здійснює комерційну діяльність в секторах економіки, що забезпечує істотне джерело доходу для уряду Росії, котрий ініціював військові дії і геноцид цивільного населення в Україні.